# Pohlia orthocarpula
Pohlia orthocarpula är en bladmossart som beskrevs av Brotherus 1903. Pohlia orthocarpula ingår i släktet nickmossor, och familjen Bryaceae. Inga underarter finns listade i Catalogue of Life.